# Canon EOS 650D
Canon EOS 650D là máy ảnh phản xạ ống kính đơn kỹ thuật số cho người dùng phổ thông 17,9 megapixel của Canon công bố ngày 8-6-2012. Thuộc dòng 3 số của Canon EOS, 650D là máy kế tiếp của EOS 600D. 650D là máy DSLR đầu tiên của Canon có màn hình cảm ứng và hệ thống lấy nét "lai". Máy được thừa hưởng hệ thống lấy nét 9 điểm dạng ngang dọc của EOS 60D và có tốc độ chụp liên tiếp 5 hình/giây. EOS 650D được bán ra vào cuối tháng 6-2012 với giá 849 USD chỉ cho thân máy, 949 USD nếu lấy EOS 650D kèm ống kit 18-55mm IS hoặc 1199 USD khi đi kèm với ống 18-135mm IS STM mới được giới thiệu.
EOS 700D được giới thiệu vào tháng 4-2013 như sự thay thế cho 650D với một vài cải tiến nhỏ về hình thức bên ngoài, trong đó nút xoay chế độ có thể xoay 360 độ, các biểu tượng trên nút xoay chế độ được làm gờ lên và phủ crom.
Thời điểm hiện tại (12-2016), tại Việt Nam, thân máy 650D được bán với giá 5,5-7,5 triệu đồng tùy theo tình trạng và thời hạn bảo hành.

## Cấu hình của Canon EOS 650D[3]
Về hình thức bên ngoài và độ phân giải ảnh thì 650D và 600D không có nhiều điểm khác nhau.
Những điểm mới so với 600D bao gồm:
- Vỏ làm bằng thép không gỉ, polycarbonate có phủ sợi thủy tinh
- Cảm biến: 18 megapixel APS-C Hybrid CMOS
- Bộ xử lý hình ảnh: DIGIC 5, chụp được ảnh RAW 14 bit
- Hệ thống lấy nét 9 điểm dạng ngang dọc ở f/5.6, điểm chính giữa ngang dọc chéo (double cross-type), rất nhạy ở f/2.8 hoặc cao hơn
  - Có khả năng lấy nét theo pha và theo độ tương phản, sẽ phát huy hết hiệu quả nếu sử dụng với các ống kính Canon dùng mô-tơ lấy nét STM.
- ISO: 100 - 12.800, mở rộng đến 25.600
  - ISO tự động 100-6400 trong M, Av, Tv, P.
  - Thêm tính năng giảm nhiễu ở ISO cao bằng cách chụp nhiều hình liên tiếp và "chồng" lên nhau, chỉ khả dụng khi dùng định dạng ảnh JPEG.
- Chụp ảnh liên tục: 5 khung hình/giây
- Màn hình xoay lật LCD cảm ứng điện dung 3" Clear View II TFT 1.040.000 chấm
  - Màn hình cảm ứng có thể được dùng trong live view (chạm và giữ để chụp hình), quay video, xem lại hình
- Lấy nét trong live view bao gồm: Quick (lấy nét theo pha, gương lật sẽ hạ xuống để ánh sáng đi vào cảm biến lấy nét), Vùng linh hoạt (đa vùng), Vùng linh hoạt (1 vùng), Nhận diện khuôn mặt có bám nét.
  - Hiển thị điểm lấy nét sẽ gần giống như trong các máy compact.
- Viewfinder: quang học, có độ bao phủ 95%
- Quay video Full-HD, tốc độ 24/25/30 hình/giây; Quay video HD 24/25/50/60 hình/giây, micro stereo tích hợp
  - Thêm Movie Servo hỗ trợ việc quay video.
- Thiết kế menu kiểu mới.
  - Có thêm Photobook Set-up
  - Cài đặt giờ theo vùng (lựa chọn thành phố)
  - Trình sửa lỗi ống kính có thể sửa lỗi quang sai.
  - Hỗ trợ GPS, phụ kiện GP-E2 (DSLR Canon cấp thấp đầu tiên có hỗ trợ phụ kiện GPS).
- Cảm biến mắt ngay trên ống ngắm, nhận biết khi nào người dùng đưa máy lên để chụp.
- Cần gạt on/off bây giờ có thể dùng để chuyển sang chế độ quay video.
- Creative Filter được tăng thêm Art Bold Effect và Water Painting Effect.
- Quay video time-lapse nếu có kết nối với máy tính.

## Hiệu năng
EOS 650D sử dụng bộ xử lý hình ảnh DIGIC 5, cho phép cải thiện tốc độ chụp liên tiếp so với 600D, từ 3,7 lên 5 hình/s. Đồng thời dải ISO cũng được mở rộng, ISO chuẩn tối đa tăng từ 6400 lên 12800. 650D là DSLR đầu tiên hỗ trợ thẻ SD chuẩn UHS-I. Tốc độ lấy nét trong live view của 650D nhanh gấp đôi 600D do kết hợp lấy nét theo pha và theo tương phản.